# Lukko Rauma
Lukko Rauma (finské slovo pro ´zamknout´) je tým ledního hokeje hrající v Liiga. Klub byl založen roku 1936. Plné jméno klubu je Rauman Lukko. Hrají v městě Rauma ve Finsku v Kivikylän Areeně. Mistrem Finska se stali jednou, v roce 1963. Vlastníkem klubu je Rauman Lukko Oy.

## Češi v týmu
| Ročník                      | Hráči ČR                                       | Link |
| --------------------------- | ---------------------------------------------- | ---- |
| 1993/1994                   | Kamil Kašťák, Petr Kořínek                     |      |
| 1994/1995                   | Tomáš Kapusta                                  |      |
| 1995/1996                   | nikdo                                          |      |
| 1996/1997                   | nikdo                                          |      |
| 1997/1998                   | nikdo                                          |      |
| 1998/1999                   | Zdeněk Nedvěd                                  |      |
| 1999/2000                   | Martin Štěpánek, Zdeněk Nedvěd                 |      |
| 2000/2001                   | Zdeněk Nedvěd                                  |      |
| 2001/2002                   | nikdo                                          |      |
| 2002/2003                   | Robert Kron                                    |      |
| 2003/2004                   | nikdo                                          |      |
| 2004/2005                   | nikdo                                          |      |
| 2005/2006                   | Tomáš Kucharčík, Ondrej Steiner, Michal Straka |      |
| 2006/2007                   | Jiří Hunkes, Jan Platil, Josef Straka          |      |
| 2007/2008                   | nikdo                                          |      |
| 2008/2009                   | nikdo                                          |      |
| 2009/2010                   | Jakub Petružálek                               |      |
| 2010/2011                   | Jakub Petružálek                               |      |
| 2011/2012                   | David Stach                                    |      |
| 2012/2013                   | David Stach, Josef Straka                      |      |
| 2013/2014                   | nikdo                                          |      |
| 2014/2015                   | nikdo                                          |      |
| 2015/2016                   | nikdo                                          |      |
| 2016/2017                   | Jakub Štěpánek                                 |      |
| 2017/2018                   | nikdo                                          |      |
| 2018/2019                   | Jakub Krejčík                                  |      |
| 2019/2020                   | David Němeček, Lukáš Klok                      |      |
| 2020/2021                   | Lukáš Klok                                     |      |
| 2021/2022                   | Ondřej Slováček                                |      |
| 2022/2023                   | Tomáš Pavelka                                  |      |
| 2023/2024                   | nikdo                                          |      |
| 2024/2025                   | nikdo                                          |      |
| 2025/2026                   | nikdo                                          |      |
| Zdroj na eliteprospects.com |                                                |      |

## Přehled ligové účasti
| Finsko (1975 – ) |              |                  |                                                                                   |                 |
| Sezóny           | Soutěž       | ZČ               | Play-off, nadstavba, sk. o udržení...                                             | Kapitán         |
| 1975/1976        | SM-liiga     | 5. místo         | Ne                                                                                | Matti Forss     |
| 1976/1977        | SM-liiga     | 9. místo         | Ne                                                                                | Matti Forss     |
| 1977/1978        | SM-liiga     | 9. místo         | Ne                                                                                | Jorma Vehmanen  |
| 1978/1979        | SM-liiga     | 6. místo         | Ne                                                                                | Jorma Vehmanen  |
| 1979/1980        | SM-liiga     | 6. místo         | Ne                                                                                | Jorma Vehmanen  |
| 1980/1981        | SM-liiga     | 10. místo        | Ne                                                                                | Jorma Vehmanen  |
| 1981/1982        | SM-liiga     | 10. místo        | Ne                                                                                | Jorma Vehmanen  |
| 1982/1983        | SM-liiga     | 10. místo        | Ne                                                                                | Jarmo Kuusisto  |
| 1983/1984        | I-divisioona |                  |                                                                                   | Matti Forss     |
| 1984/1985        | SM-liiga     | 7. místo         | Ne                                                                                | Matti Forss     |
| 1985/1986        | SM-liiga     | 8. místo         | Ne                                                                                | Matti Forss     |
| 1986/1987        | SM-liiga     | 8. místo         | Ne                                                                                | Matti Forss     |
| 1987/1988        | SM-liiga     | 4. místo         | Finále prohra s Tappara 1 : 4                                                     | Jarmo Kuusisto  |
| 1988/1989        | SM-liiga     | 7. místo         | Ne                                                                                | Jarmo Kuusisto  |
| 1989/1990        | SM-liiga     | 9. místo         | Ne                                                                                | Jarmo Kuusisto  |
| 1990/1991        | SM-liiga     | 11. místo        | Ne                                                                                | Esa Keskinen    |
| 1991/1992        | SM-liiga     | 4. místo         | Čtvrtfinále prohra s Porin Ässät 0 : 2                                            | Jarmo Kuusisto  |
| 1992/1993        | SM-liiga     | 5. místo         | Čtvrtfinále prohra s Hämeenlinnan Pallokerho 0 : 3                                | Timo Saarikoski |
| 1993/1994        | SM-liiga     | 5. místo         | Semifinále prohra s Jokerit Helsinky 1 : 3                                        | Pasi Huura      |
| 1994/1995        | SM-liiga     | Stříbrná medaile | Semifinále prohra s TPS Turku 1 : 3                                               | Jarmo Kuusisto  |
| 1995/1996        | SM-liiga     | Bronzová medaile | Semifinále prohra s TPS Turku 1 : 3                                               | Toni Porkka     |
| 1996/1997        | SM-liiga     | 10. místo        | Ne                                                                                | bez kapitána    |
| 1997/1998        | SM-liiga     | 9. místo         | Ne                                                                                | Jarmo Kuusisto  |
| 1998/1999        | SM-liiga     | 11. místo        | Ne                                                                                | Erik Hämäläinen |
| 1999/2000        | SM-liiga     | 4. místo         | Čtvrtfinále prohra s Jokerit Helsinky 1 : 3                                       | Erik Hämäläinen |
| 2000/2001        | SM-liiga     | 6. místo         | Čtvrtfinále prohra s Tappara 0 : 3                                                | Erik Hämäläinen |
| 2001/2002        | SM-liiga     | 12. místo        | Ne                                                                                | Pasi Saarela    |
| 2002/2003        | SM-liiga     | 9. místo         | Ne                                                                                | Erik Hämäläinen |
| 2003/2004        | SM-liiga     | 5. místo         | Čtvrtfinále prohra s Hämeenlinnan Pallokerho 0 : 4                                | Erik Hämäläinen |
| 2004/2005        | SM-liiga     | 5. místo         | o 3. místo prohra s Hämeenlinnan Pallokerho 0 : 1                                 | Erik Hämäläinen |
| 2005/2006        | SM-liiga     | 13. místo        | Ne                                                                                | Erik Hämäläinen |
| 2006/2007        | SM-liiga     | 8. místo         | Předkolo prohra s Tampereen Ilves 1 : 2                                           | Erik Hämäläinen |
| 2007/2008        | SM-liiga     | 9. místo         | Předkolo prohra s Tampereen Ilves 1 : 2                                           | Erik Hämäläinen |
| 2008/2009        | SM-liiga     | 11. místo        | Ne                                                                                | Pasi Saarela    |
| 2009/2010        | SM-liiga     | Bronzová medaile | Čtvrtfinále prohra s TPS Turku 0 : 4                                              | Antti Laaksonen |
| 2010/2011        | SM-liiga     | 4. místo         | Semifinále prohra s HIFK Hockey 1 : 4                                             | Tomi Pettinen   |
| 2011/2012        | SM-liiga     | 9. místo         | Předkolo prohra s Espoo Blues 1 : 2                                               | Otto Honkaheimo |
| 2012/2013        | SM-liiga     | 10. místo        | Semifinále prohra s Tappara 0 : 4                                                 | Otto Honkaheimo |
| 2013/2014        | Liiga        | Bronzová medaile | Semifinále prohra s Tappara 3 : 4                                                 | Otto Honkaheimo |
| 2014/2015        | Liiga        | Bronzová medaile | Semifinále prohra s Tappara 3 : 4                                                 | Ilkka Mikkola   |
| 2015/2016        | Liiga        | 6. místo         | Čtvrtfinále prohra s Tappara 1 : 4                                                | Ilkka Mikkola   |
| 2016/2017        | Liiga        | 12. místo        | Ne                                                                                | bez kapitána    |
| 2017/2018        | Liiga        | 9. místo         | Předkolo prohra s Porin Ässät 0 : 2                                               | Janne Niskala   |
| 2018/2019        | Liiga        | 7. místo         | Čtvrtfinále prohra s Tappara 0 : 4                                                | Janne Niskala   |
| 2019/2020        | Liiga        | Stříbrná medaile | Ročník zrušen po odehrání základní části a nadstavby z důvodu Pandemie covidu-19. | Tapio Laakso    |
| 2020/2021        | Liiga        | Zlatá medaile    | Finále výhra s TPS Turku 3 : 1                                                    | Heikki Liedes   |
| 2021/2022        | Liiga        | 10. místo        | Čtvrtfinále prohra s Tappara 1 : 4                                                | Anrei Hakulinen |
| 2022/2023        | Liiga        | Bronzová medaile | Čtvrtfinále (prohra 2:4 na zápasy s HIFK Hockey)                                  | Anrei Hakulinen |
| 2023/2024        | Liiga        | 9. místo         | Předkolo prohra s TPS Turku 1 : 2                                                 | Julius Mattila  |
| 2024/2025        | Liiga        | Zlatá medaile    | Semifinále prohra s SaiPa 2 : 4                                                   | Henri Ikonen    |
| 2025/2026        | Liiga        |                  |                                                                                   |                 |

## Významní hráči
- Petr Bříza
- Chris Collins
- Hal Gill
- Erik Hämäläinen
- Esa Keskinen
- Esa Pirnes
- Jouni Rinne
- Dwayne Roloson
- Pasi Saarela
- Juha Riihijärvi
- Jari Torkki
- Jānis Sprukts

### Vyřazená čísla
- 4 - Teppo Rastio, Jouni Peltonen
- 7 - Matti Keinonen
- 8 - Jorma Vehmanen
- 26 - Matti Forss